# سلاویتین (ناحیه اولومووتس)
سلاویتین (به چکی: Slavětín) یک منطقهٔ مسکونی در جمهوری چک است که در ناحیه اولومووتس واقع شده‌است. سلاویتین ۴٫۹ کیلومتر مربع مساحت و ۲۰۲ نفر جمعیت دارد و ۴۳۵ متر بالاتر از سطح دریا واقع شده‌است.